# 安托法加斯塔
安托法加斯塔（西班牙語： 西班牙語發音：[antofaˈɣasta] ⓘ），智利北部著名海港，濒临太平洋。该城是安托法加斯塔大区和安托法加斯塔省的首府，人口约30万人。
安托法加斯塔处于阿塔卡马沙漠中，年均降水量不足4毫米。该地原属玻利维亚，1866年，沙漠中发现银矿，该城随之建成。1879年，玻利维亚在太平洋战争中战败，被迫将整个安托法加斯塔地区割让与智利。